# Lancia Aprilia
 (octobre 2021).
Si vous disposez d'ouvrages ou d'articles de référence ou si vous connaissez des sites web de qualité traitant du thème abordé ici, merci de compléter l'article en donnant les références utiles à sa vérifiabilité et en les liant à la section « Notes et références ».
La Lancia Aprilia est une automobile de prestige fabriquée par le constructeur italien Lancia entre les années 1937 et 1949.
Cette automobile a connu une version produite en France, à Bonneuil-sur-Marne, baptisée Ardennes.

## Le contexte de l'époque
Les ventes de la Lancia Augusta sont florissantes et engendrent une activité très soutenue durant les années 1934, 1935 et 1936 en monopolisant quasiment 85 % de la capacité de production de l'usine. Vincenzo Lancia retrouvait enfin avec ce modèle les fastes et la reconnaissance de ses productions qu'il avait conquis au niveau international avec la Lancia Lambda. Mais, c'est lors des phases de gros succès que l'on juge le bon entrepreneur lorsqu'au lieu de se reposer sur ses lauriers, il met en chantier un projet plus ambitieux. C'est ce que décida Vincenzo Lancia en concevant une voiture encore plus révolutionnaire, un produit anti-conventionnel qui marquera son époque.
L'idée révolutionnaire c'est le projet d'une carrosserie autoporteuse qui sera, en réalité, la première au monde sur une voiture automobile fermée, aérodynamique, avec un moteur à chambres hémisphériques qui permet un rendement thermodynamique élevé et les quatre roues indépendantes. Toutes ces nouveautés allaient voir le jour en première mondiale sur une voiture Lancia.
Ce projet, cher à Vincenzo Lancia, avait plus de trente ans d'avance sur ce qui deviendra, à la fin des années 1960 le standard de la voiture type. Si bien que lorsque l'on a la possibilité, rare, de conduire une Lancia Aprilia, on retrouve les mêmes sensations que sur une voiture de la fin des années 1960. La seule évolution qui a suivi, c'est la généralisation de la traction avant.
Pour être complet sur cette époque, il faut citer le projet breveté par Lancia, d'une voiture à la disposition particulière. Le conducteur était au centre de la banquette avant avec deux passagers à gauche et à droite, le quatrième étant à l'arrière. Ce projet fut jugé trop peu conventionnel et n'aura pas de suite.
C'est à l'automne 1934 que Vincenzo Lancia convoque son équipe dirigeante (les ingénieurs Manlio Gracco et Giuseppe Baggi, respectivement directeur général et directeur technique) et tout le bureau d'études, pour leur remettre son cahier des charges et leur confier l'étude et la mise au point d'une voiture « classique » mais aérodynamique, un aspect de la technique encore très peu connu à l'époque, d'une cylindrée un peu supérieure aux 1 200 cm3 de la Lancia Augusta.

## L'histoire de l'Aprilia et ses caractéristiques
Au cours de l'hiver 1934-35 le bureau d'études Lancia établit les plans du moteur (que Vincenzo Lancia voulait impérativement sous les 1 500 cm3). Il reprenait le principe cher à Lancia des cylindres en V étroit mais intégrait la chambre hémisphérique de combustion, avec un système de distribution particulier et un peu complexe, qui fera l'objet de brevets. Les premiers essais au banc sont encourageants, le moteur monobloc en aluminium fournit une puissance de 47 ch à 4 000 tr/min, valeur importante pour un 1 352 cm3 de cette époque.
En ce qui concerne la carrosserie, les recherches effectuées avec l'École polytechnique de Turin concluent que la forme de l'arrière a une très forte influence sur le comportement aérodynamique : la ligne de la voiture suivra donc scrupuleusement les conclusions de cette étude mais lorsque Vincenzo Lancia découvre le prototype en bois de la carrosserie, il trouve que la courbe de raccordement entre le toit et l'aile arrière est trop importante. Il demande de la réduire immédiatement. Après cette retouche le coefficient aérodynamique mesuré s'élève à peine à 0,47 Cx, un vrai record pour l'époque. Cette valeur est celle difficilement atteinte sur des voitures modernes comme les Renault 5 de 1972, Volkswagen Golf de 1974 ou une Alfa Romeo Giulietta de 1960.
L'ensemble de l'Aprilia, carrosserie comprise, a été breveté - comme le veut l'habitude Lancia - le 9 janvier 1936.

## La première Aprilia
Un détail tracasse les ingénieurs Lancia, ce sont les ancrages des portières. Les portes sont antagonistes afin de supprimer le montant central, comme sur l'Augusta. Vincenzo Lancia voulait que les ferrures soient invisibles. Ce sera donc la première Lancia a bénéficier de ce détail esthétique, mais très contraignant. (VW n'a résolu ce problème qu'à la fin des années 1960 sur la Coccinelle !). C'est grâce à ces petits plus que Lancia a bâti sa réputation d'excellence dans les finitions et notamment avec le fameux bruit de fermeture des portières, un petit "toc" qui veut dire porte bien fermée et sans aucun bruit aérodynamique malgré une extrême douceur ; c'est aussi ça la qualité Lancia.
La coque de la Lancia Aprilia, qui recueille l'expérience de l'Augusta en fabrication depuis 1933, atteint une rigidité à la torsion très élevée. La carrosserie est composée de tôles de 1,2 mm dans les zones sollicitées et 0,8 mm pour l'habillage. Le poids global de la berline ne dépasse pas les 900 kg.
La sécurité active et passive de la voiture se trouve renforcée par l'extraordinaire stabilité sur route due à l'adoption de suspensions à quatre roues indépendantes. Mais Vincenzo Lancia n'est pas encore satisfait et il fait réétudier une nouvelle suspension arrière. Sa mise au point sera laborieuse.
Les premiers prototypes sur route sont testés avec et sans barres de torsion à l'arrière. C'est finalement la solution la plus complexe qui est retenue. On trouve donc sur cette voiture : un différentiel fixé à la caisse des demi-axes oscillants maintenus par deux bras mobiles ancrés aux extrémités des deux barres transversales de torsion protégées, et une traverse.
Autre innovation, les freins arrière sont placés en sortie de différentiel afin de réduire les masses non-suspendues et d'améliorer ainsi la tenue de route. C'est une solution technique nouvelle qui est coûteuse et ne sera reprise, par d'autres constructeurs, que pour des voitures aux caractéristiques sportives.
Les essais et mise au point de l'Aprilia se poursuivirent jusqu'au mois de juin 1936. Vincenzo Lancia n'essayera la nouvelle voiture que le 26 juin 1936 au cours d'un voyage de Turin à Bologne avec trois ingénieurs. Il se laissa conduire et resta silencieux pendant plus de la moitié du trajet de 400 km ; il ne s'exprima que pour constater que la vitesse maximale sur l'autoroute à plus de 130 km/h, lui semblait excessive. Au retour, Vincenzo Lancia ne résista pas et prit le volant en conduisant encore plus vite que son fidèle ingénieur à l'aller. Alors qu'ils rentraient dans la ville de Turin, finalement, il lâche ces quelques mots "quelle voiture fantastique !".
Avant de lancer la fabrication, Vincenzo Lancia tint à faire limiter la vitesse maximale de la voiture à 125 km/h.
L'Aprilia sera présentée au Salon de Paris le 1er octobre 1936 sous le nom Ardennes en raison de sa fabrication en France (à cause des droits de douane français qui étaient de 150 %) et au Salon de Londres le 15 octobre et de Milan le 28 octobre 1936, sous son vrai nom italien, Aprilia.
La légende dit qu'au Salon de Paris, Henry Ford attendait la fermeture le soir pour épier, étudier et analyser de près les Lancia Ardennes exposées, il aurait été surpris par les gardiens et aurait dit, pour expliquer sa présence, car bien sûr on ne parlait pas encore d'espionnage industriel, "c'est la seule voiture du Salon qui vaut la peine qu'on l'admire, depuis bien des années".
Comme cela était devenu une habitude chez Lancia, après la berline (code 238), une version nue châssis motorisé sans carrosserie "autotelaio" (code 239) sera proposée aux carrossiers indépendants, pour les réalisations spéciales les fameuses "fuoriserie" italiennes.
Lorsque la nouvelle voiture arrive dans les garages, le public est assez déconcerté par sa ligne qui rompt avec la tradition. Mais cette hésitation ne durera pas et nombreux sont ceux qui vont en apprécier toutes les qualités. L'Aprilia ne va pas tarder à se faire remarquer un peu partout, même dans les courses où elle n'aura aucune rivale à sa hauteur dans la classe 1 500 cm3.

## Le décès soudain de Vincenzo Lancia
Vincenzo Lancia décède à l'aube du 15 février 1937, alors qu'il n'avait pas encore 56 ans, d'un infarctus. Il ne verra pas la première Aprilia sortir des chaînes de montage de son usine le 24 février, et pourra encore moins fêter le succès de ce modèle.

## Le choix des noms

### Aprilia
En avril 1936, deux ans après la constitution de la province de Littoria, l'actuelle Latina, la ville d'Aprilia fut créée, la quatrième ville dans l'ordre chronologique parmi celles qui ont été créées en lieu et place des Marais pontins asséchés du Latium, pendant la période fasciste.
La date de la création institutionnelle de la commune est le 25 avril 1936. Benito Mussolini en avait choisi le nom provenant de la locution latine Venus Aprilia (Vénus féconde), il inaugura la nouvelle ville le 29 octobre 1937. Elle est située à 40 km de Rome.

## La version française: Ardennes
Comme la Belna, version française de l'Augusta à qui elle succède, l'Aprilia était fabriquée en France à Bonneuil-sur-Marne. Cette variante française était vendue sous le nom Ardennes, comme la région frontalière entre la France et la Belgique. L'Ardennes est strictement identique à l'originale italienne, sauf les phares avant, qui sont plus gros pour compenser le déficit d'efficacité des ampoules jaunes par rapport aux blanches.
Malgré ses qualités, notamment de fiabilité, la Lancia Ardennes se vend peu : 1 620 exemplaires (1 500 berlines et 120 châssis) écoulés entre 1937 et l'arrêt de la fabrication à l'entame de la Seconde Guerre mondiale. Ses ventes souffrent des tensions entre la France et l'Italie de Benito Mussolini, mais aussi de la concurrence de la Citroën Traction, peu chère et très appréciée dans l'Hexagone, malgré un certain nombre de vices de conception et de défauts structurels.
À partir de 1950, après la fin de la guerre, l'usine de Bonneuil-sur-Marne ferme, et les concessionnaires Lancia s'alimentent directement auprès de l'usine italienne.

## L'évolution de la gamme Aprilia
Au cours de l'été 1937, la gamme est complétée par une version berline "Lusso" (code 238L) qui comporte quelques touches luxueuses supplémentaires s'il en fallait.
Au mois d'août 1939, la berline (dont le code usine devient "tipo 438") comme le châssis (qui devient "tipo 439") se voient dotés d'un moteur plus puissant et subissent quelques retouches mineures ce qui constituera la seconde série. Le moteur passe de 1 352 à 1 486 cm3, la puissance ne change pas beaucoup alors que le couple est plus important, et le réglage des suspensions est revu.
Il y a unification des modèles berline, la version standard disparaît.
Les châssis sont également adaptés avec ces évolutions et en plus du "tipo 439", Lancia propose un "tipo 639", renforcé et doté de suspensions arrière classiques, pont rigide, destiné à la carrosserie Viotti pour la fabrication d'une série de 250 exemplaires de type "Coloniale".
La dernière Aprilia sortira des chaînes de l'usine le 22 octobre 1949, 12 ans et 8 mois après son lancement.

## Sa plus redoutable concurrente: la Fiat 1500
La Fiat 1500 berline de 1938 sera sa plus redoutable concurrente sur de nombreux marchés. En Italie bien sûr, où Lancia est en compétition avec Alfa Romeo et ses voitures sportives, c'est la Fiat 1500 et son moteur à six cylindres qui fait le plus gros des ventes.
Sortie moins d'un an avant la Lancia, en fin d'année 1935, la Fiat 1500 a une ligne aussi très aérodynamique et particulièrement réussie qui plaît beaucoup. Sa mécanique est de premier choix avec son 6 cylindres en ligne et ses soupapes en tête, développant 45 HP. Son châssis est tubulaire avec des suspensions avant indépendantes. Plus lourde que la Lancia Aprilia, la Fiat 1500 a une vitesse maximale un peu inférieure et elle consomme un peu plus, mais son prix est moins élevé : 21 500 lires contre 26 600 en 1937 et 1 305 000 contre 1 790 000 en 1948.
Les deux modèles, Lancia Aprilia et Fiat 1500, seront commercialisés jusqu'au printemps 1950, date à laquelle les deux marques les remplaceront par la Lancia Aurelia et la Fiat 1400. La Fiat 1500 sera produite en 47 000 exemplaires tandis que la Lancia Aprilia atteindra les 28 000.

## Les Lancia Aprilia "fuoriserie"
La base de la Lancia Aprilia fut immédiatement utilisée par les maîtres carrossiers italiens pour réaliser de magnifiques voitures "fuoriserie". Ce seront au total 7 000 exemplaires qui seront carrossés par ces maîtres que sont : Allemano, Balbo, Bertone, Boneschi, Castagna, Fissore, Francis Lombardi, Frua, Garavini, Ghia, Monterosa, Monviso, Pininfarina, Stabilimenti Farina, Touring, Vignale : Lancia Aprilia Vittoria, Viotti. Il faut également citer quelques réalisation à l'étranger par : le suisse Beutler et le français Figoni & Falaschi.
Parmi les curiosités, il faut citer la participation au Grand Prix de Modena de Formule 2 de 1950 de Tino Bianchi au volant d'une monoplace Cisitalia munie d'un moteur Aprilia.

## Le camion SIATA
En 1949, la société SIATA (Société Italienne Applications Techniques Auto-Avions, devenue plus tard Société Italienne Auto Transformations Accessoires) de Turin, connue surtout pour son activité dans le domaine des transformations sportives, et notamment la fameuse tête de culasse "SIATA" adaptable sur de nombreux modèles Fiat des années 1930-1940, réalise un camion équipé du moteur de la Lancia Aprilia.
Ce camion avait une ligne agréable, d'une charge utile de 2,0 t. L'avant ressemble à s'y méprendre au camion Lancia Beta qui sera lancé en 1950, moins d'un an plus tard.

## L'Aprilia et les courses de rallye
Pendant les nombreuses années -entre 1937 et 1950, et même encore en 1952-53 en se distinguant alors au Rallye alpin d'Autriche puis à celui de Sestrières- où elle prit part à des compétitions, la Lancia Aprilia n'a jamais eu de véritable rivale dans sa catégorie (tourisme) et dans sa classe de cylindrée (1 101 à 1 500 cm3). Aucune Lancia Aprilia engagée dans une course n'a jamais abandonné, ni ne s'est classée autrement que parmi les toutes premières.
Victoires (entre autres) :
- Rallye de Pologne 1938 (Gr.II) ;
- Rallye des Alpes françaises 1938 et 1939 ;
- 1re édition de la Stella Alpina 1947[2] ;
- Coupe des Alpes 1947 et 1948 ;
- Rallye de Sestrières 1950 ;
- Rallye autrichien des Alpes 1952 (classe touring car).

Courses de côte notables :
- Course de côte Bolzano - Col de Mendola 1938 et 1939 ;
- Course de côte della Consuma 1939 ;
- Course de côte Susa - Moncenisio 1948.

## L'Aprilia dans la bande dessinée
Vers la fin de l'album Tintin au pays de l'or noir, c'est encore une Lancia Aprilia que conduit Tintin, lors de sa course-poursuite avec le Docteur Müller à travers le désert.
Le dessinateur Hergé avait la même voiture, à bord de laquelle il eut quelques années plus tard un grave accident qui laissera sa première épouse, Germaine Kieckens, boiteuse à vie.

## Les différents modèles

### Berline1resérie(mod. 238)
- Période de fabrication : 24 février 1937 au 17 août 1939
- Modèle : tipo 238, berline 4 portes, 5 places
- Moteur : tipo 97
- Numérotation modèles : de 1 à 10.354
- Numérotation de carrosserie : de 238-1001 à 238-11387
- Production : 10 354 exemplaires
- Caractéristiques principales :
  - moteur placé à l'avant - 4 cylindres en V de 1 351,74 cm3, puissance 47-48 HP à 4 000 tr/min, soupapes en tête,
  - carrosserie berline - coque autoporteuse, suspensions avant et arrière à roues indépendantes
  - transmission sur les roues arrière, boîte à 4 rapports + marche arrière
  - dimensions et poids : empattement 275 cm, longueur 395,5 cm, largeur 147 cm, poids 880 kg, 895 kg la version "lusso" ; vitesse maxi 125 km/h (bridée à la demande de V. Lancia)

### Châssis1resérie(mod. 239)
Idem berline sauf :
- Modèle : tipo 239, pour carrossiers
- Numérotation modèles : de 1 à 4350
- Numérotation de carrosserie : de 239-1001 à 239-5351
- Production : 4 350 exemplaires

### Berline2esérie(mod. 438)
- Période de fabrication : 18 août 1939 au 22 octobre 1949
- Modèle : tipo 438, berline 4 portes, 5 places
- Moteur : tipo 99
- Numérotation modèles : de 10.355 à 20.082
- Numérotation de carrosserie : de 438-20.001 à 438-29.754
- Production : 9,728 exemplaires
- Caractéristiques principales :
  - moteur placé à l'avant - 4 cylindres en V de 1 486,50 cm3, puissance 48-49 HP à 4 000 tr/min, soupapes en tête,
  - carrosserie berline - coque autoporteuse, suspensions avant et arrière à roues indépendantes
  - transmission sur les roues arrière, boîte à 4 rapports + marche arrière
  - dimensions et poids : empattement 275 cm, longueur 395,5 cm, largeur 150 cm, poids 905 kg ; vitesse maxi 128 km/h.

Les principales différences entre les 2 séries sont :
- angle du "V" des cylindres passe de 18° 06′ 40″ à 17° 03′ 40″,
- la cylindrée passe de 1 351,74 cm3 à 1 486,50 cm3, grâce à l'augmentation de l'alésage qui passe de 72,00 mm à 74,61 mm et de la course de 83,00 mm à 85,00 mm,
- le carburateur Zenith 32 VIML 3 remplace le 32 VIM,
- la batterie est de 75 Ah au lieu de 60 Ah,
- à l'automne 1947 à partir de la voiture no 14728 : l'installation électrique passe de 6 à 12 volts et les bougies sont des Marelli CW 125B.

### Châssis2esérie(mod. 439)
Idem berline 2e série sauf :
- Modèle : tipo 439, pour carrossiers
- Numérotation modèles : de 4351 à 6002
- Numérotation de carrosserie : de 439-10001 à 439-12252
- Production : 2 252 exemplaires

### Châssis "spécial" (mod. 639)
- Période de fabrication : 1940 à 1943
- Modèle : tipo 639, châssis à empattement court pour version coloniale torpedo
- Moteur : tipo 99
- Numérotation modèles : de 1001 à 1251
- Numérotation de carrosserie : de 639-1001 à 639-1251
- Production : 251 exemplaires
- Caractéristiques principales :
  - moteur placé à l'avant - 4 cylindres en V de 1 486,50 cm3, puissance 48-49 HP à 4 000 tr/min, soupapes en tête,
  - carrosserie berline - coque autoporteuse, suspensions avant et arrière à roues indépendantes
  - transmission sur les roues arrière, boîte à 4 rapports + marche arrière
  - dimensions et poids : empattement 265 cm, largeur 147 cm, poids total 1112 kg, vitesse maxi 115 km/h.

### Châssis2esérie"long" (mod. 539)
Idem berline 2e série sauf :
- Période de fabrication : 1946 à 1948
- Modèle : tipo 539, empattement long pour carrossiers
- Numérotation modèles : de 7 à 708
- Numérotation de carrosserie : de 539-1007 à 539-1798
- Production : 702 exemplaires
- Empattement : 295 cm.

## Production

### Par année
- 1937 = 5 128 ex
- 1938 = 6 142
- 1939 = 4 591
- 1940 = 1 288
- 1941 = 967
- 1942 = 395
- 1943 = 82
- 1944 = 6
- 1945 = 85
- 1946 = 1 310
- 1947 = 1 956
- 1948 = 2 663
- 1949 = 2 995
- diff. = 29
- Total = 27 637 exemplaires

### Par modèle
- 238 - 1re série berline (1937/39) = 10 354
- 239 - 1re série châssis (1937/39) = 4 350
- 438 - 2e série berline (1939/49) = 9 728
- 439 - 2e série châssis (1939/49) = 2 252
- 639 - 2e série châssis (1940/43) = 251
- 539 - 2e série châssis (1946/48) = 702
- Total = 27 637 exemplaires

Il faut ajouter à ces chiffres la petite production française de 1 620 exemplaires ce qui porte la production totale du modèle Aprilia à 29 257 unités.